# جمشید پرتوی
دکتر جمشید پرتوی، متخصص قلب و پزشک احمد خمینی دومین فرزند روح‌الله خمینی بنیان‌گذار جمهوری اسلامی ایران بود که در تاریخ ۷ دی ۱۳۷۷ در منزل مسکونی‌اش به قتل رسید. برخی قتل وی را در ارتباط با پرونده قتل‌های زنجیره‌ای ایران و اطلاعاتی که در خصوص قتل احمد خمینی در اثر تزریق دارو داشت، می‌دانند.

## مرگ احمد خمینی
در صبحگاه روز ۲۱ اسفند ۱۳۷۳، خبر بستری شدن احمد خمینی منتشر شد. گزارش‌ها بعدی حاکی از آن بود که عارضه قلبی و تنفسی ناگهانی در حالت خواب سبب ایست کامل قلب و تنفس برای لحظاتی گردیده و همین امر موجب بروز سکته مغزی شده‌است. پس از پنج روز، تلاش تیم پزشکی نتیجه نبخشید و «احمد خمینی» در شامگاه ۲۵ اسفند ۱۳۷۳ درگذشت.

### ادعای قتل احمد خمینی
بعد از مرگ ناگهانی احمد خمینی در ۲۵ اسفند ۱۳۷۳ که بر اساس اعلام منابع دولتی، بر اثر سکته قلبی اعلام شد، شایعاتی در مورد طبیعی نبودن مرگ وی وجود داشت، تا این که بعد از ماجرای قتل‌های زنجیره‌ای پاییز ۱۳۷۷ و بحث‌هایی که در این زمینه در مطبوعات ایران از سوی دوم خردادی‌ها و رقبایشان جریان داشت، عماد الدین باقی، مدعی شد که سید حسن خمینی به وی گفته‌است که حجت‌الاسلام نیازی رئیس دادگاه نیروهای مسلح که پرونده رسیدگی به این ماجرا به وی سپرده شده بود، در دیداری با او (سیدحسن خمینی) گفته‌است که مجرمان قتل‌های زنجیره‌ای گفته‌اند که احمد خمینی توسط محفل قتل‌های زنجیره‌ای کشته شده‌است. این حرف‌ها را عمادالدین باقی در یک جلسه گفتگو و مناظره در جمع دانشجویان در اصفهان که قرار بود فلاحیان هم در آن شرکت کند اظهار داشته بود. این گفته او از سوی نیازی تکذیب شد و او به اتهام نشر اکاذیب تحت تعقیب قرار گرفت. عماد الدین باقی از سید حسن خمینی خواستار شد که در زمینهٔ درستی یا نادرستی گفته‌های او اظهار نظر کند؛ که سید حسن خمینی در نامه‌ای، درستی اظهارات عمادالدین باقی را تأیید کرد.
در بازجویی‌های سعید امامی، معاون امنیتی وزیر اطلاعات وقت و متهم قتل‌های زنجیره‌ای، آمده‌است که وی با اشاره به برخی انتقادات سید احمد خمینی به وضعیت موجود، گفته «متأسفانه حاج احمد آقا به راه یک طرفه بدی وارد شده بود که برگشت نداشت. وقتی دستور حذف حاج احمد آقا را فلاحیان (وزیر وقت اطلاعات و عضو سابق خبرگان) به من ابلاغ کرد مضطرب شدم و حتی به تردید فرورفتم. دو روز بعد همراه با فلاحیان به دیدار آیت‌الله مصباح رفتیم، آقایان محسنی اژه‌ای و بادامچیان هم آنجا بودند البته بعداً حاج آقا خوشوقت هم از بیت آمدند آنجا و نظر جمع بر این بود که نباید به کسانی که با ولی امر مسلمین خصومت می‌کنند، رحم کرد.»
با این حال از آنجا که اعترافات عاملان قتل‌های زنجیره‌ای در زندان و تحت فشار و شکنجه بوده‌است نمی‌توان اظهار نظر کرد که کدام یک از این اعترافات معتبر و کدامیک نامعتبر است، کما اینکه آن‌ها به عامل سیا و موساد بودن هم اعتراف کرده‌اند و نیز معترف شده‌اند قصد انجام عملیاتی ضدحکومتی در حد ترور محمد یزدی رئیس سابق قوه قضاییه را داشته‌اند.
هاشمی رفسنجانی در خاطرات خود در این باره چنین می‌نویسد: «درباره شایعات مربوط به مرگ احمد آقا صحبت بود. خیلی شایعات نادرست به خاطر مرگ نابهنگام وجود دارد و به نظر می‌رسد، ضدانقلاب در پشت شایعات باشد. رادیو اسرائیل هم شیطنت می‌نماید.»